# Margaux
Margaux war eine französische Gemeinde im Département Gironde in der Region Nouvelle-Aquitaine mit zuletzt 1541 Einwohnern (Stand 1. Januar 2013). Sie gehörte zum Arrondissement Lesparre-Médoc und zum Kanton Le Sud-Médoc (bis 2015 Kanton Castelnau-de-Médoc). Margaux ist ein Ortsteil der Gemeinde Margaux-Cantenac.
Die Gemeinde Margaux schloss sich am 1. Januar 2017 mit Cantenac zur neuen Gemeinde Margaux-Cantenac zusammen.

## Geografie
Margaux liegt auf der Anhöhe oberhalb der Gironde, die rund vier Kilometer entfernt durch den Zusammenfluss von Garonne und Dordogne entsteht.

## Bevölkerung
| Jahr      | 1962  | 1968  | 1975  | 1982  | 1990  | 1999  | 2006  | 2008  | 2017  |
| --------- | ----- | ----- | ----- | ----- | ----- | ----- | ----- | ----- | ----- |
| Einwohner | 1.411 | 1.466 | 1.420 | 1.360 | 1.387 | 1.338 | 1.391 | 1 479 | 1.541 |

## Wirtschaft
Die Weinberge befinden sich überwiegend zwischen der Ortschaft und dem Fluss. Das Weinbaugebiet Margaux bildet eine eigene Wein-Appellation. Das Weinbaugebiet Haut-Médoc gehört seit seiner Klassifizierung 1855 zu den Premier Crus und ist einer seiner bekanntesten Vertreter. Kernzelle der Weinproduktion ist Château Margaux.